# Queenstown (Neuseeland)
Queenstown ist eine Stadt im Queenstown-Lakes District der Region Otago auf der Südinsel von Neuseeland. Die Stadt ist Verwaltungssitz des Distrikts.

## Geographie
Queenstown befindet sich 173 km nordwestlich von Dunedin und rund 42 km westlich von Cromwell am mittleren Abschnittes des Lake Wakatipu und an den östlichen Ausläufern der Neuseeländischen Alpen. Nordwestlich der Stadt erheben sich die bis zu 2300 m hohen Richardson Mountains und östlich The Remarkables.

### Klima
Queenstown weist für neuseeländische Verhältnisse ein ausgesprochen kontinentales Klima auf. Die Neuseeländischen Alpen wirken hier als Schutzwall gegen die kühlen Westwinde der sogenannten Roaring Forties. So ist etwa die durchschnittliche Höchsttemperatur in Queenstown im Sommer um zwei Grad höher als die der nördlicher (näher am Äquator) gelegenen Hauptstadt Wellington. Nicht ohne Grund gilt das Hinterland Queenstowns als einer der besten Weinbaustandorte Neuseelands. Im direkten Vergleich mit Deutschland ist das Wetter aber eher mild und ausgeglichen. Im Frühling (Sept., Okt., Nov.) liegen die Temperaturen zwischen 5 °C und 16 °C, im Sommer (Dez., Jan., Feb.) bei milden 10 °C bis 22 °C, im Herbst (Mär., Apr., Mai) zwischen 6 °C und 16 °C und im für neuseeländische Verhältnisse recht frostigen Winter (Jun., Jul., Aug.) zwischen 1 °C und 10 °C. Mit Niederschlag ist zu allen Jahreszeiten zu rechnen. Dieser fällt aber mit insgesamt 757,2 mm Regen im Jahr dank des Regenschattens der Neuseeländischen Alpen eher moderat aus.
|                       | Jan  | Feb  | Mär  | Apr  | Mai  | Jun  | Jul  | Aug  | Sep  | Okt  | Nov  | Dez  |   |       |
| Mittl. Tagesmax. (°C) | 21,7 | 21,5 | 18,7 | 15,1 | 11,5 | 8,3  | 7,7  | 9,9  | 12,9 | 15,3 | 17,6 | 19,8 | ⌀ | 15    |
| Mittl. Tagesmin. (°C) | 9,7  | 9,3  | 7,3  | 4,2  | 2,0  | −0,6 | −1,6 | 0,1  | 2,3  | 4,3  | 6,2  | 8,4  | ⌀ | 4,3   |
|                       |      |      |      |      |      |      |      |      |      |      |      |      |   |       |
| Niederschlag (mm)     | 63,9 | 48,1 | 52,7 | 56,0 | 70,1 | 72,1 | 49,2 | 68,7 | 66,8 | 65,6 | 67,6 | 76,4 | Σ | 757,2 |

| 9,7 |

| 9,3 |

| 7,3 |

| 4,2 |

| 2,0 |

| −0,6 |

| −1,6 |

| 0,1 |

| 2,3 |

| 4,3 |

| 6,2 |

| 8,4 |

| 9,7 |

| 9,3 |

| 7,3 |

| 4,2 |

| 2,0 |

| −0,6 |

| −1,6 |

| 0,1 |

| 2,3 |

| 4,3 |

| 6,2 |

| 8,4 |

| N i e d e r s c h l a g | 63,9 | 48,1 | 52,7 | 56,0 | 70,1 | 72,1 | 49,2 | 68,7 | 66,8 | 65,6 | 67,6 | 76,4 |
|                         | Jan  | Feb  | Mär  | Apr  | Mai  | Jun  | Jul  | Aug  | Sep  | Okt  | Nov  | Dez  |

## Geschichte

### Māori
Bevor Europäer in die Gegend um Queenstown eintrafen, war das Gebiet den Māori bestens bekannt. Der erste Europäer, der den Lake Wakatipu sah, war Nathanael Chalmers, der von Reko, dem Häuptling der Tuturau, im September 1853 über die Waimea-Ebenen und den Maaura River hinauf geführt wurde.

### Europäische Siedler
William Gilbert Rees und Nicholas von Tunzelmann waren die ersten Europäer, die sich im Gebiet des heutigen Queenstown niederließen. Rees, der als Gründer von Queenstown gilt, legte zusammen mit seiner Frau 1861 eine Farm an der Stelle des heutigen Stadtzentrums an, doch Goldfunde 1862 im Arrow River brachten Rees dazu, die Schafzucht aufzugeben und stattdessen ein Hotel namens The Queen’s Arms zu eröffnen, das nach seinen Umbauten heute noch als Eichardt’s Private Hotel besteht. Viele Straßennamen von Queenstown erinnern heute noch an die Goldgräberzeit.

## Bevölkerung
Zum Zensus des Jahres 2013 zählte der Ort 12.141 Einwohner, 12,0 % mehr als zur Volkszählung im Jahr 2006.

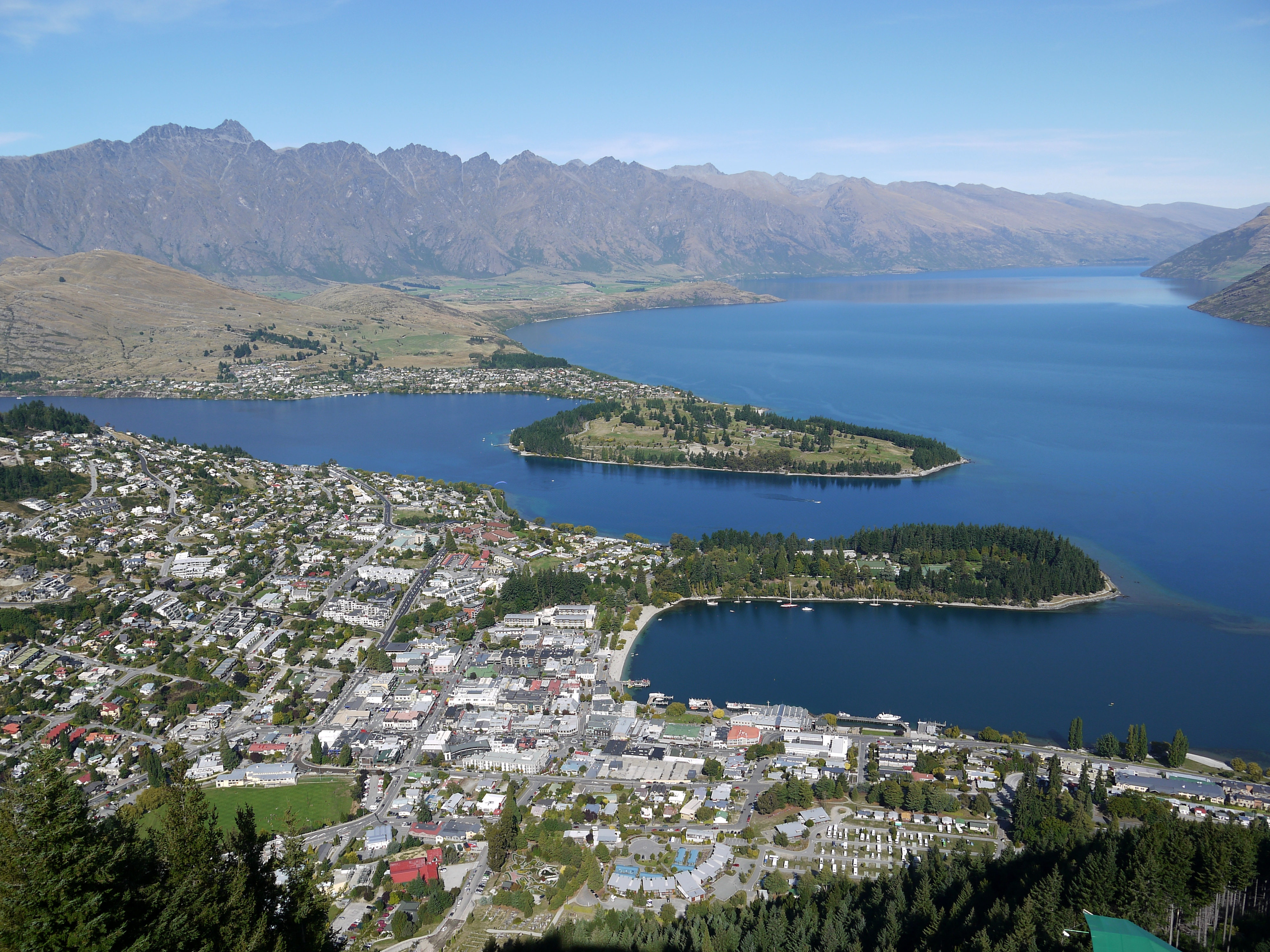
Queenstown am Lake Wakatipu (Blick von der Skyline-Aussichtsplattform)
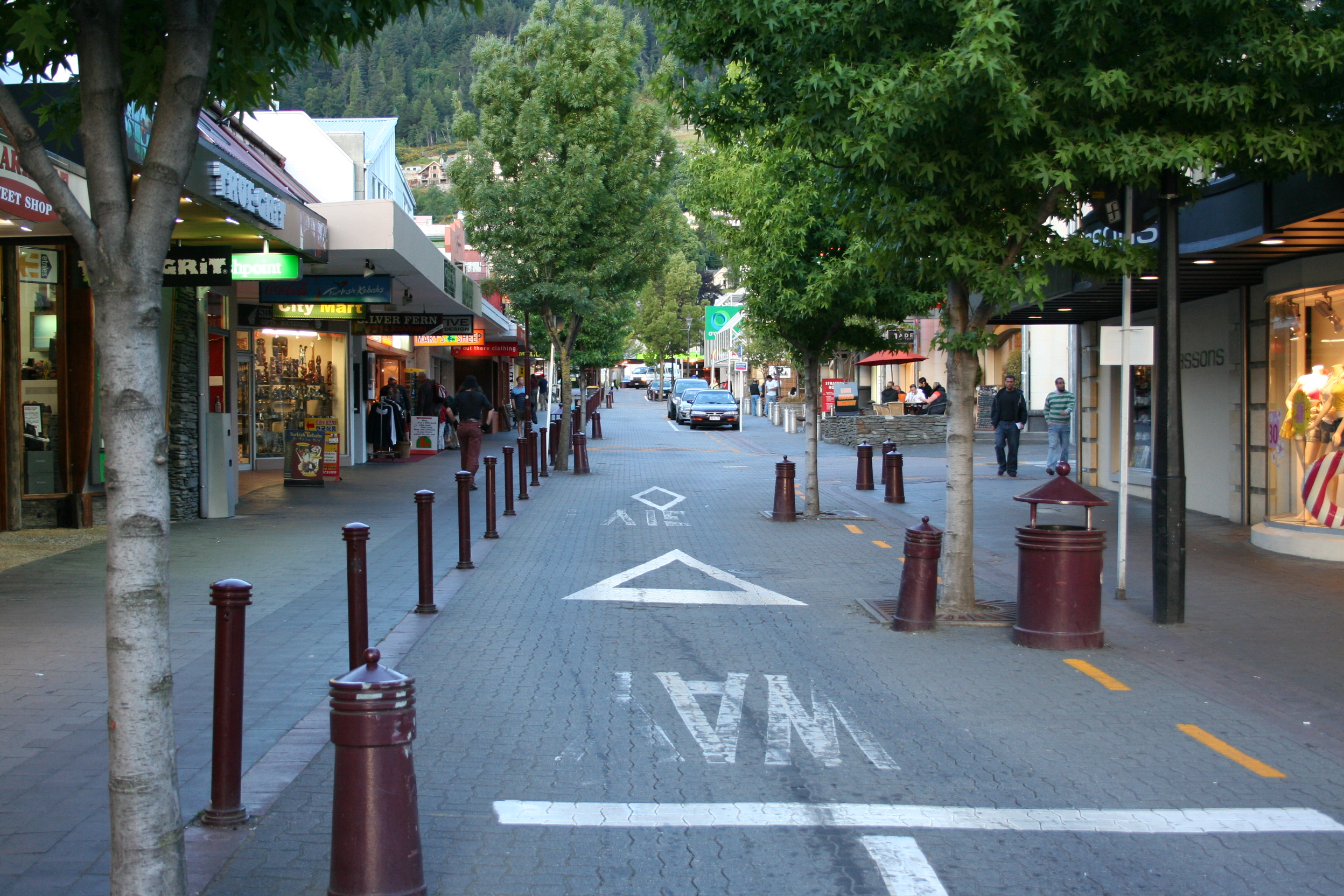
Innenstadt von Queenstown

## Wirtschaft
Tourismus ist der mit Abstand wichtigste Wirtschaftszweig. Queenstown ist nicht nur ein Wintersportort, sondern zieht auch zu den anderen Jahreszeiten viele Besucher an. Der Boom hat eine rege Bautätigkeit ausgelöst und zahlreiche Komplexe mit Ferienwohnungen sind derzeit im Bau bzw. in der Planung.

## Infrastruktur

### Straßenverkehr
Queenstown ist über den Abzweig State Highway 6A mit dem New Zealand State Highway 6 verbunden, der von Osten von Cromwell kommend bei Frankton nach Süden abknickt und Queenstown mit Invercargill verbindet.

### Flugverkehr
Der Flughafen von Queenstown wurde in den 1990er Jahren ausgebaut, um auch von größeren Passagierjets bedient werden zu können sowie internationale Flüge aus Australien. Außerdem ist der Flughafen ein wichtiger Helicopter-Stützpunkt des Landes.

## Tourismus
Queenstown ist ein Zentrum des Abenteuertourismus und des Extremsports. Skifahren, Jetboot-Fahren, Mountainbiking und Wandern sind die Hauptaktivitäten, die man von der Stadt aus unternehmen kann, Shotoverjets und verschiedene Para- und Hanggliding sowie Bungee-Jumping stehen im Angebot für Leute, die den Thrill und den Kick suchen. Bekannte Skigebiete sind der Coronet Peak und The Remarkables.

## Sehenswürdigkeiten
Mit der Gondelbahn (Skyline Gondola) gelangt man zu einer Bergstation auf dem Bob’s Peak, von wo aus man einen guten Blick über Queenstown und den Lake Wakatipu hat. Den See kann man am besten mit dem alten Dampfer MSS Earnslaw erkunden, mit regulären Fahrten zur Walter Peak High Country Farm.

## Persönlichkeiten
- Adam Barwood (* 1992), Skirennläufer
- Tim Bevan (* 1958), Filmproduzent
- Ben McLachlan (* 1992), japanisch-neuseeländischer Tennisspieler
- Reuben Thompson (* 2001), Radrennfahrer
- Alice Robinson (* 2001 in Sydney), neuseeländische Skirennläuferin